# Kastoria FC
O AGS Kastoria, ou simplesmente Kastoria FC (grego:Αθλητικός και Γυμναστικός Σύλλογος Καστοριάς - Athlitíki kai Gymnasticós Sillegós Kastoría - Clube Atlético de Ginástica Kastoria) é um clube de futebol da Grécia da cidade de Castória (Kastoria). Joga suas partidas no Estádio Municipal de Kastoria, com capacidade para 10.000 pessoas. Sua cor é o amarelo. Ele se encontra, atualmente, na terceira divisão do Campeonato Grego.

## História
O clube foi fundado em 1963 pela fusão de três clubes locais: Aris, Atromitos e Orestiade (Os dois primeiros não tem nenhuma ligação com o Aris Salônica e com o Atromitos de Pireu).
Na temporada de 1974-75 o time chega pela primeira vez à primeira divisão do Campeonato Grego, onde permaneceu 9 temporadas consecutivas, sendo que seu melhor desempenho foi na de 1981-82 onde ficou na 8ª colocação com 34 pontos.
Ainda nesse tempo, a equipe teve sua maior conquista: uma Copa da Grécia na temporada de 1979-80, onde venceu o Iraklis por 5 a 2. Esse resultado levou o time à Recopa Européia em 1980-81, onde foi eliminado pelo Dínamo Tbilisi da União Soviética na primeira rodada, ao empatar em casa por 0 a 0 e perder fora por 2 a 0. O Dínamo Tbilisi viria a ser o campeão da competição naquele ano.
Na temporada de 1982-83, foi rebaixado na última colocação, voltando à elite apenas na de 1996-97, quando ficou novamente na lanterna. Depois disso, nunca mais disputou a primeira divisão, apenas chegou às Semi-Finais da Copa da Grécia na temporada de 2003-04 e às quartas-de-final na de 2004-05.

## Títulos
- Copa da Grécia: 1979-80